# أرمورد كور 4
أرمورد كور 4، هي لعبة فيديو من نوع قتال والتحكم بالمدرعات، تم تطويرها ونشرها عام 2006 بواسطة فروم سوفتوير لصالح بلاي ستيشن 3 وإكس بوكس 360.

## روابط خارجية
- الموقع الرسمي
 باللغة اليابانية
- Armored Core 4 at FromSoftware
- Armored Core 4 at MobyGames

قالب:Hidetaka Miyazaki